# Feliks Kółakowski
Feliks Kółakowski (ur. 1799 w powiecie mozyrskim, zm. 1831 w Petersburgu) – polski poeta, filolog, orientalista, filareta. Przyjaciel Adama Mickiewicza.
Urodził się w 1799 roku w rodzinie niezamożnej szlachty z powiatu mozyrskiego. Został studentem Uniwersytetu Wileńskiego, na którym zaprzyjaźnił się z Adamem Mickiewiczem. Początkowo utrzymywał się z guwernerstwa, a w 1820 roku został przyjęty do seminarium nauczycielskiego. Należał do Zgromadzenia Filaretów i związku poetyckiego Kastala. Na kursach samokształceniowych wykładał literaturę grecką i łacińską. Był apologetą poezji jambicznej, rozpoczął tłumaczenie dzieł Arystofanesa i tworzył własny wiersze (m.in. dowcipne wierszyki, pieśni, utwory dialogowe). W czasie studiów słynął z poczucia humoru i wesołego usposobienia. 
23 października 1823 roku wraz z innymi filaretami został aresztowany i uwięziony w klasztorze bazylianów, w wyniku śledztwa prowadzonego przez Nikołaja Nowosilcowa. Wraz z Józefem Kowalewskim został skierowany na Uniwersytet Kazański, gdzie prowadził badania orientalistyczne. W wyniku śledztwa i pobytu w Kazaniu znacząco zmieniło się jego usposobienie i pogorszył stan zdrowia. W 1830 roku wyjechał do Petersburga, gdzie zmarł w 1831 roku. W 1830 roku zabroniono mu dalszego pobytu w Petersburgu i guberniach litewskich, jednak zmarł jeszcze przed planowaną przeprowadzką. 
Kułakowski jest jedną z osób (obok Jana Sobolewskiego i Cypriana Daszkiewicza), której Adam Mickiewicz dedykował trzecią część Dziadów. Jest zarazem jednym z bohaterów dramatu. Jego kwestią jest choćby pieśń traktująca o zemście na Rosjanach.